# Tamás-hegy
Tamás-hegy är en kulle i Ungern.   Den ligger i provinsen Fejér, i den västra delen av landet, 40 km väster om huvudstaden Budapest. Toppen på Tamás-hegy är 430 meter över havet. Tamás-hegy ingår i Vértes.
Terrängen runt Tamás-hegy är kuperad åt nordväst, men åt sydost är den platt. Runt Tamás-hegy är det ganska glesbefolkat, med 34 invånare per kvadratkilometer. Närmaste större samhälle är Tatabánya, 12,4 km norr om Tamás-hegy. I omgivningarna runt Tamás-hegy växer i huvudsak lövfällande lövskog.